# مجید خیام‌دار
مجید خیام‌دار (زاده سال ۱۳۵۶ خورشیدی) خبرنگاری ایرانی است که در تلویزیون فارسی بی‌بی‌سی کار می‌کند. او کار خبرنگاری را از تحریریه اخبار انگلیسی شبکه چهار تلویزیون ایران در سال ۱۳۷۹ آغاز کرد. خیام‌دار در رشته‌های مترجمی و آموزش زبان انگلیسی در دانشگاه علامه طباطبایی تهران تحصیل کرده‌ است. او در ترجمه چند کتاب آموزشی از انگلیسی به فارسی دست داشته و دهها کتاب درس زبان انگلیسی را برای دانشجویان ایرانی ویرایش کرده‌ است. او همچنین دانش‌آموخته کارشناسی ارشد روابط بین‌الملل از دانشگاه ردینگ انگلستان است.

## خبرنگاری در بی‌بی‌سی
مجید خیام‌دار در میان اولین گروه خبرنگارانی بود که تحریریه خبر تلویزیون فارسی بی‌بی‌سی را در سال ۱۳۸۷ تشکیل دادند. او عمدتاً در زمینه‌های سیاسی و اجتماعی خبرنگاری کرده‌ است. خیام‌دار همچنین تهیه‌کننده مستندی با عنوان «انتخاباتی که ایران را لرزاند» بود که در سال ۱۳۸۸ از تلویزیون فارسی بی‌بی‌سی پخش شد. این مستند ۲۶ دقیقه‌ای که ظرف مدت چند روز ساخته شد رویدادهای پیش و پس از دهمین دوره انتخابات ریاست جمهوری ایران را به تصویر کشیده‌ است. اتحادیه رادیو و تلویزیون‌های بین‌المللی (AIB)  در سال ۲۰۰۹ میلادی جایزه 'واضح‌ترین پوشش یک رویداد خبری' را به خاطر این مستند به تلویزیون فارسی بی‌بی‌سی داد.  خیام‌دار همچنین مستند کوتاهی درباره زمینه‌ها و دلایل آغاز جنگ بین عراق و ایران ساخت که به مناسبت سی‌امین سالگرد شروع جنگ از بی‌بی‌سی فارسی پخش شد. او مدتی هم تهیه‌کننده برنامه «صفحه دو» در تلویزیون فارسی بی‌بی‌سی بود که به بررسی مهم‌ترین رویدادها و مسائل ایران و جهان می‌پردازد. مجید خیام‌دار از زمان پیوستن به بی‌بی‌سی در لندن زندگی می‌کند.

## پیوندها به بیرون
- انتخاباتی که ایران را لرزاند
- زمینه‌ها و دلایل آغاز جنگ بین عراق و ایران
- تلویزیون فارسی بی‌بی‌سی
- اتحادیه رادیو و تلویزیون‌های بین‌المللی